# Tamar (album)
Tamar è il primo album in studio della cantante statunitense Tamar Braxton, pubblicato il 21 marzo 2000 dalla DreamWorks Records e dalla RedZone Entertainment.

## Tracce
1. Get None (feat. Jermaine Dupri e Amil) – 3:50 (Jermaine Dupri, Bryan-Michael Cox, Tamara Savage, Mýa Harrison, Amil Whitehead)
2. Your Room – 4:14 (Tim Kelley, Bob Robinson)
3. No Disrespect (feat. Missy Elliott) – 3:35 (Missy Elliott)
4. Money Can't Buy You Love – 4:32 (Darrell "Delite" AllambyLincoln "Link" Browder)
5. Tonight – 4:19 (Tim Kelley, Bob Robinson)
6. If You Don't Wanna Love Me – 3:58 (Christopher "Tricky" Stewart, LaTocha Scott)
7. Once Again – 4:15 (Darrell "Delite" Allamby)
8. You Don't Know – 4:06 (Tim Kelley, Bob Robinson)
9. Can't Nobody – 4:34 (Christopher "Tricky" Stewart)
10. I'm Over You – 4:04 (Christopher "Tricky" Stewart, Tamar Braxton)
11. Words – 3:56 (Tim Kelley, Bob Robinson)
12. The Way It Should Be – 4:39 (Christopher "Tricky" Stewart, Tamar Braxton)
13. Miss Your Kiss – 4:22 (Tim Kelley, Bob Robinson)
14. Get Mine – 3:45 (Christopher "Tricky" Stewart, Tamar Braxton)

Traccia aggiunta nella versione giapponese
1. Count the Ways – 4:39 (Richard Rudolph, Shane August)

## Classifiche
| Classifica (2000) | Posizione massima |
| ----------------- | ----------------- |
| Stati Uniti       | 127               |